# Хигинская
Хигинская (бур. Хуйhэн) — деревня в Аларском районе Усть-Ордынского Бурятского округа Иркутской области. Входит в муниципальное образование «Куйта».

## География
Деревня расположена примерно в 26 км к юго-юго-западу от районного центра.

## Внутреннее деление
Состоит из 1 улицы (Лесная).

## Происхождение названия
По мнению Г. Богданова, название Хигинская перешло к деревне от названия соседнего водотока, название водотока же происходит от бурятского хуйhэн — «пуп», «пуповина» или от бур. хунгэн — «лёгкий», «лёгкое» .

## История
Населённый пункт основан в 1914 году.

## Население
| 2002 | 2010 | 2011 | 2012 |
| ---- | ---- | ---- | ---- |
| 78   | ↘63  | →63  | ↘53  |